# Roystonea oleracea
Palmier royal des Caraïbes
Espèce
Le palmier royal des Caraïbes ou palmiste franc , Roystonea oleracea, est une espèce de palmiers appartenant au genre Roystonea. 

## Description
Ce grand palmier peut atteindre une hauteur de 30 ou 40 mètres.

## Répartition
Colombie, Venezuela, Guyane, Panama, Petites Antilles.

## Classification

### Synonymes
- Areca oleracea Jacq. (basionyme)
- Euterpe caribaea Spreng.
- Gorgasia maxima O.F. Cook
- Gorgasia oleracea (Jacq.) O.F. Cook.
- Kentia oleraceae (Jacq.) Seem. ex H. Wendl.
- Oreodoxa caribaea (Spreng.) Dammer.
- Oreodoxa oleracea (Jacq.) Mart.
- Oreodoxa regia var. jenmanii Waby
- Roystonea caribaea (Spreng.) P. Wilson
- Roystonea venezuelana L.H. Bailey.

### Liste des variétés
Selon Tropicos (1 août 2013) (Attention liste brute contenant possiblement des synonymes) :
- variété Roystonea oleracea var. jenmanii (Waby) Zona
- variété Roystonea oleracea var. oleracea

## Utilisation
Tout comme le palmier royal Roystonea regia, il est planté comme arbre ornemental pour son port élégant et sa grande taille. La place des Palmistes au centre historique de Cayenne en Guyane est fameuse pour sa plantation de palmiers royaux des Caraïbes.
Son bourgeon terminal peut être consommé comme chou-palmiste.